# Manning (Dakota del Norte)
Manning es un lugar designado por el censo ubicado en el condado de Dunn en el estado estadounidense de Dakota del Norte. En el censo de 2010 tenía una población de 74 habitantes y una densidad poblacional de 49,69 personas por km².

## Geografía
Manning se encuentra ubicado en las coordenadas 47°13′52″N 102°46′13″O / 47.23111, -102.77028. Según la Oficina del Censo de los Estados Unidos, Manning tiene una superficie total de 1.49 km², de la cual 1.49 km² corresponden a tierra firme y (0%) 0 km² es agua.

## Demografía
Según el censo de 2010, había 74 personas residiendo en Manning. La densidad de población era de 49,69 hab./km². De los 74 habitantes, Manning estaba compuesto por el 98.65% blancos, el 0% eran afroamericanos, el 0% eran amerindios, el 0% eran asiáticos, el 0% eran isleños del Pacífico, el 0% eran de otras razas y el 1.35% pertenecían a dos o más razas. Del total de la población el 0% eran hispanos o latinos de cualquier raza.